# Combined Air Operations Centre
Als Combined Air Operations Centre (CAOC) wird bei der NATO ein multinational besetzter Gefechtsstand zur Führung von Luftstreitkräften bezeichnet. Aufgaben sind die Planung, Führung, Beauftragung, Koordinierung, Überwachung und Unterstützung von Luftoperationen unterstellter und zugeordneter Kräfte.
Die CAOC entstanden durch Verschmelzung der Aufgaben der Air Tactical Operations Centre (ATOC) und der Sector Operation Centre (SOC). Bis zum Anfang der 1980er Jahre wurden diese Gefechtsstände für Luftangriffs- und Luftverteidigungskräfte organisatorisch und zumeist auch räumlich voneinander getrennt betrieben.

## Auftrag

### Luftraumüberwachung
Bereits im Frieden ist ein CAOC im Rahmen des NATO Integrated Air and Missile Defence Systems (NATINAMDS) zuständig für die Luftraumüberwachung in einem zugewiesenen – länderübergreifenden – geografischen Bereich, einer Air Policing Area. Hierfür steht es in Verbindung mit militärischen Radarstationen und zivilen Flugverkehrskontrollstellen. Für den Fall von Unregelmäßigkeiten im Luftverkehr sind im Rahmen der Zuständigkeit der NATO dem jeweiligen CAOC Abfangjäger unterstellt, für die es Alarmstarts und weitere Aufträge, z. B. Sichtüberprüfungen anordnen kann.

### Führung
In Krisen und Konflikten plant und koordiniert das CAOC offensive, defensive und unterstützende Luftoperationen zugewiesener Kräfte. Dazu gehören sowohl Flugzeuge, als auch bodengebundene Komponenten, wie Flugabwehrraketenverbände. Nach der Beauftragung mittels Air Tasking Order (ATO) überwacht das CAOC die Luftoperationen und greift bei Bedarf in laufende Missionen ein. Im Frieden werden die entsprechenden Verfahren regelmäßig geübt.
Das CAOC koordiniert die eigenen Operationen auch mit denen anderer Teilstreitkräfte und arbeitet mit anderen NATO-Dienststellen und nationalen Kommandobehörden zusammen. Es ist ebenfalls das jeweils vorgesetzte Einsatzkommando für unterstellte Control and Reporting Centres (CRC).

## Verlegefähige CAOC
Während des Kalten Kriegs waren die vorhandenen CAOC in Bunkeranlagen untergebracht und somit stationär. Derzeit werden mehrere dieser Gefechtsstände durch technische und organisatorische Maßnahmen um einen verlegefähigen Anteil ergänzt.

## Organisation
Die CAOCs und das DACCC der NATO in Europa unterstehen dem Allied Air Command Ramstein (AIRCOM).
Die NATO beschloss 2011 eine weitere Reduktion der zwischenzeitlich auf vier reduzierten Zentren auf nur noch zwei in Uedem für Nord- und in Torrejón für Südeuropa, letzteres CAOC wurde am 7. Februar 2013 eröffnet.  Daneben gibt es noch das Deployable Air Command and Control Centre (DACCC) in Poggio Renatico (IT).
Geführt werden die CAOC durch einen Generalmajor oder Generalleutnant, der durch eine Führungsgruppe (Command  Group), Personal für Administration und Logistik (A1/A4) sowie für Finanzen (Budget & Finance; A8) unterstützt wird. In einem CAOC sind Spezialisten für offensive, defensive und unterstützende Luftoperationen eingesetzt. Sie arbeiten in den Bereichen Laufende Operationen (Current Operations; A3), Operationsplanung (Operations Plans; A5) und Übungen (Exercise and Training; A7). Verstärkt werden sie durch Personal aus den Bereichen Nachrichtengewinnung und Aufklärung (Intelligence; A2) sowie der IT-Unterstützung (Communication & Information Systems; A6).

### Combined Air Operations Centre Uedem
Das Combined Air Operations Centre Uedem (CAOC UD) ist für den Norden Europas, Air Policing Baltikum und Air Policing Island zuständig. Es entstand 2008 aus den Zusammenschluss des CAOC 2 und dem CAOC 4, 2013 wurde das CAOC Finderup mit eingegliedert. Ungefähr 185 Soldaten aus 18 Ländern besetzen das Center in der Luftverteidigungs-Anlage Uedem (Lage).
Zurzeit leitet der deutsche Generalleutnant Thorsten Poschwatta das Zentrum.

### Combined Air Operations Centre Torrejón
Das Combined Air Operations Centre Torrejón (CAOC TJ) ist für den Süden Europas, Air Policing Montenegro, Air Policing Albanien und Air Policing Slowenien zuständig. Es entstand 2013 aus dem CAOC 8, CAOC 6, CAOC 7 und dem CAOC 10. Ungefähr 185 Soldaten aus 17 Ländern besetzen das Center auf dem Flughafen Madrid-Torrejón (Lage).
Zurzeit leitet der Spanier Fernando De La Cruz Caravaca das CAOC TJ, sein Stellvertreter ist der Grieche Athanasios Sextos.

### Combined Air Operations Centre Bodø
Das Combined Air Operations Centre Bodø ist für den Norden Europas zuständig. Die Erfordernis eines dritten permanenten CAOC ergab sich als Folge der russischen Vollinvasion der Ukraine 2022 und der daraus resultierenden Erweiterung des Bündnisgebiets in Nordeuropa nach den NATO-Beitritten Finnlands und Schwedens.
Nachdem Norwegen den Zuschlag für die Errichtung des CAOC erhalten hatte, entschied die norwegische Regierung im Mai 2025, das CAOC am Standort des operativen Hauptquartiers der norwegischen Streitkräfte; Forsvarets operative hovedkvarter, im 25 km östlich von Bodø gelegenen Reitan zu errichten. In Bodø befand sich bereits bis zu seiner Schließung 2008 das CAOC 3.

### Deployable Air Command and Control Centre Poggio Renatico
Das Deployable Air Command and Control Centre Poggio Renatico (DACCC PR) ist eine verlegefähige Einheit, die zu jederzeit an irgendeinen Punkt auf der Erde aufgebaut werden kann. Es entstand 2013 als das CAOC 5 von einem festen Standort zur Mobilen Gruppe wechselte. Ungefähr 295 Soldaten aus 16 Ländern besetzen das Center auf der Base aerea di Poggio Renatico (Lage).
Zurzeit leitet der Niederländer Denny Traas das DACCC PR, sein Stellvertreter ist der Italiener David Morpurgo.

## Ehemalige NATO Combined Air Operation Centres
| Einheit        | Standort          | Ende              | Bemerkung                                                             |
| -------------- | ----------------- | ----------------- | --------------------------------------------------------------------- |
| CAOC 1         | Finderup          | 2008              | Umgliederung zum CAOC Finderup                                        |
| CAOC 2         | Uedem             | 2008              | Nukleus des CAOC Uedem                                                |
| CAOC 3         | Reitan (Bodø)     | 2008              | Geschlossen; Auftrag an CAOC Finderup übertragen                      |
| CAOC 4         | Meßstetten        | 31. Dezember 2008 | Aufgelöst; Aufgabe wurde vom CAOC Uedem übernommen                    |
| CAOC 5         | Poggio Renatico   | 26. Juni 2013     | DACCC besteht weiter                                                  |
| CAOC 6         | Eskişehir         | 2013              | Geschlossen; Auftrag an das CAOC Torrejón übertragen                  |
| CAOC 7         | Larisa            | 2013              | Geschlossen; Auftrag an das CAOC Torrejón übertragen                  |
| CAOC 8         | Torrejón          | 2013              | Nukleus des CAOC Torrejón                                             |
| CAOC 9         | High Wycombe      | 2008              | Wurde in CAOC Finderup eingegliedert                                  |
| CAOC 10        | Monsanto Lissabon | 2013              | Wurde in CAOC Torrejón eingegliedert                                  |
| CAOC Finderup  | Finderup          | 30. Juni 2013     | Aufgelöst; Aufgabe wurde vom CAOC Uedem übernommen                    |
| (I)DCAOC Uedem | Uedem / Ramstein  | 2013              | Verlegbare Komponente des CAOC Uedem; Auftrag übernommen vom DCAOC PR |
| Balkans CAOC   | Vicenza           | 2001              | Verlegt nach Poggio Renatico                                          |

## CAOC der amerikanischen Streitkräfte
CAOC der US Air Force haben ein umfangreicheres Aufgabenspektrum. Ihnen sind größere räumliche Zuständigkeiten zugewiesen und sie führen zum Teil auch raumgestützte Kräfte. Die Langform der amerikanischen Bezeichnung CAOC lautet Combined Air and Space Operations Center.
Unter Führung der Vereinigten Staaten waren dem CAOC auf der Al Udeid Air Base in Katar als verlegter Einsatzgefechtsstand die alliierten Luftstreitkräfte in Afghanistan zugeordnet.